# Sussac
Sussac település Franciaországban, Haute-Vienne megyében. Lakosainak száma 364 fő (2022. január 1.). Sussac Sainte-Anne-Saint-Priest, Châteauneuf-la-Forêt, La Croisille-sur-Briance, Domps és Saint-Gilles-les-Forêts községekkel határos.

## Népesség
A település népessége az elmúlt években az alábbi módon változott:
| Lakosok száma | 342  | 348  | 353  | 351  | 351  | 347  | 347  | 355  | 364  |
|               | 2013 | 2015 | 2016 | 2017 | 2018 | 2019 | 2020 | 2021 | 2022 |